# Élection présidentielle sénégalaise de 2019
L'élection présidentielle sénégalaise de 2019, la onzième depuis l'indépendance du pays, a lieu le dimanche 24 février 2019 afin d'élire le président de la République du Sénégal.
Alors que ses principaux opposants Karim Wade et Khalifa Sall sont déclarés inéligibles, le président sortant Macky Sall, candidat de l'Alliance pour la République, est réélu dès le premier tour avec plus de 58 % des voix.

## Contexte

### Élections, réformes et référendum

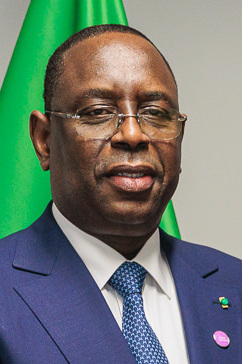
Le président Macky Sall en 2023.

Élu pour la première fois à la présidence en mars 2012, Macky Sall l'emporte au second tour sur son ancien mentor, le président sortant Abdoulaye Wade, dont la décision controversée de se présenter à un troisième septennat consécutif avait provoqué d'importantes manifestations. En conflit avec son fils Karim Wade, qu'il avait cherché à auditionner sur sa gestion en tant que ministre de plusieurs centaines de milliards de francs CFA avant d'être chassé de son poste de président de l'Assemblée nationale, Macky Sall avait quitté quatre ans plus tôt le Parti démocratique sénégalais (PDS) de Wade pour fonder avec une trentaine de transfuges sa propre formation politique, l'Alliance pour la République (APR). L'élection de 2012 le voit alors réunir un peu moins des deux tiers des voix, porté par un programme axé sur le développement économique et la mise en œuvre de réformes institutionnelles afin d'accorder davantage d'indépendance au système judiciaire, à développer la lutte contre la corruption, et à réduire à cinq ans la durée du mandat présidentiel. Les élections législatives organisées quelques mois plus tard voient la victoire de la coalition menée par l'APR, Unis par l'espoir (BBY), qui remporte à elle seule la majorité absolue des suffrages et 119 sièges sur 150.
Fort de sa majorité parlementaire, le nouveau président entreprend une large révision de la Constitution de 2001 qui accroit notamment les pouvoirs de l'Assemblée nationale et du Conseil constitutionnel, approfondit la décentralisation, impose une limitation à deux mandats présidentiels et ramène la durée de celui-ci de sept à cinq ans, y compris celui en cours. Saisi par le chef de l'État, le Conseil constitutionnel juge le projet conforme, à l'exception de ce dernier point, pourtant l'une des promesses de campagne phares de Macky Sall lors de la campagne électorale. S'il approuve le passage au quinquennat, le Conseil juge en effet inconstitutionnelle la modification par un président de la durée de son mandat en cours,. Ôtée de cette disposition, la révision constitutionnelle est approuvée par référendum à une large majorité en mars 2016,. Le gouvernement met par la suite en place un Office national anticorruption et une Commission nationale de restitution des biens et de recouvrement des avoirs mal acquis.

### Condamnations de Karim Wade et Khalifa Sall
|  |

L'opposition se structure en réaction autour de trois personnalités : l'ancien président Abdoulaye Wade et son fils Karim Wade, ainsi que le maire de Dakar, Khalifa Sall — sans lien de parenté avec Macky Sall — qui prend la tête de la coalition Manko Taxawu Sénégal. Ces deux derniers font cependant l'objet de poursuites judiciaires qui fragilisent leur position sur la scène politique.
Karim Wade est ainsi accusé et placé en garde à vue dès 2013 pour détournements de deniers publics, corruption et enrichissement illicite. Blanchi des deux premiers chefs d'accusation, il est condamné deux ans plus tard à six ans de prison ferme et 138 milliards de francs CFA d'amende pour le troisième, à l'issue de ce qu'il dénonce comme un « procès politique » en s'appuyant notamment sur la position du Groupe de travail de l'ONU, qui qualifie la même année sa détention d'« arbitraire »,,. Affaibli par les révélations sur les activités de ses sociétés offshore lors de la fuite des documents des Panama Papers, il est finalement gracié de sa peine de prison par Macky Sall le 24 juin 2016. N'ayant cependant pas retrouvé ses droits politiques, il quitte rapidement le pays tandis que son père se maintient à la tête du PDS,.
Accusé quant à lui d'avoir détourner les fonds publics de Dakar pour un montant d'1,83 milliard de francs CFA, Khalifa Sall est placé en garde à vue avec plusieurs de ses collaborateurs le 7 mars 2017. Ses soutiens accusent alors le gouvernement d'instrumentaliser le pouvoir judiciaire pour le rendre inéligible avant les élections législatives de juillet 2017.

### Législatives de 2017
Face à une opposition privée de ses principaux dirigeants et se présentant divisée — Abdoulaye Wade et Khalifa Sall ne s'étant finalement pas entendus sur la formation d'une liste commune —, Unis par l'espoir sort à nouveau vainqueur des législatives. Si la coalition présidentielle connait un léger recul en termes de suffrages en manquant de peu la majorité absolue, elle accroit en revanche ses résultats en sièges avec 125 sur 150, tandis que le taux de participation grimpe à 53 %, soit près de 20 points de plus qu'en 2012. La Coalition gagnante Wattu Sénégal menée par le PDS de Wade et la coalition Manko Taxawu Sénégal de Khalifa Sall arrivent respectivement deuxième et troisième du scrutin, avec 19 et 7 sièges,. L'opposition conteste les résultats, qualifiés de « mascarade électorale », au point d'amener Abdoulaye Wade à annoncer le boycott de toutes les futures élections organisées sous la présidence de Macky Sall. Malgré la victoire du camp présidentiel, le climat de tensions émaillées de violences dans lequel se déroule la campagne électorale marque un cran supplémentaire dans la détérioration du climat politique du pays.

## Mode de scrutin
Le président de la République du Sénégal est élu pour un mandat de cinq ans au scrutin uninominal majoritaire à deux tours. À la suite du référendum constitutionnel de 2016, la durée du mandat a été réduite de sept à cinq ans. Cette durée avait déjà été en vigueur avant 1993 et pour le scrutin de 2007.

## Candidats

### Annonces des candidatures et début de campagne
Le scrutin a lieu à la suite de l'introduction d'une réforme du système de candidatures introduisant l'obligation pour les candidats de recueillir des parrainages de la part d'électeurs inscrits sur les listes électorales. 
Les candidats doivent ainsi rassembler les signatures d'au moins 0,8 % des inscrits, soit un peu moins de 45 000 signatures, dont au moins 2 000 dans au moins sept des quatorze régions que comporte le pays, le reste pouvant être collecté dans l'ensemble du reste du pays ainsi que chez la diaspora. Les électeurs ne peuvent par ailleurs parrainer qu'un seul candidat à la fois. 
87 candidats potentiels se sont inscrits auprès du Ministère de l'Intérieur en vue de recueillir les parrainages nécessaires à la candidature. 
Le dépôt des parrainages pouvait être effectué jusqu'au 26 décembre 2018. Selon Le Quotidien, seule une vingtaine de candidats maintiennent leurs candidatures. La caution fixée à 30 millions de franc CFA et la nécessité d'obtenir un parrainage auraient dissuadé plusieurs candidats. La liste des candidatures validées par le conseil constitutionnel devait être rendue publique le 12 janvier 2019.

### Validations des candidatures
Le 14 janvier 2019, le Conseil constitutionnel annonce une liste provisoire de cinq candidatures : Madické Niang, Issa Sall, Macky Sall, Idrissa Seck et Ousmane Sonko. La liste provisoire est validée le 20 janvier.
Ainsi, le scrutin présente une figure inédite au Sénégal de par le faible nombre de candidats (5 contre 14 en 2012 et 15 en 2007) et par l'absence des partis historiques. Le Parti socialiste sénégalais et l’Alliance des forces de progrès soutiennent en effet le président sortant Macky Sall, tandis que le Parti démocratique sénégalais (PDS) n'a pu faire valider par le Conseil constitutionnel la candidature de Karim Wade. Si trois des candidats sont des anciens ministres et Premiers ministres du libéral Abdoulaye Wade (Niang, Macky Sall et Seck), les deux autres candidats représentent des courants jusqu'alors absents des élections présidentielles, l'un (PASTEF) qui prone le patriotisme, l'autre (PUR) que dirige un guide de confrérie religieuse.

## Campagne
Abdoulaye Wade revient au Sénégal le 7 février pour appeler à boycotter l'élection présidentielle.
Incarcéré depuis mars 2017, et empêché d'être candidat par le Conseil constitutionnel, l'ancien maire socialiste de Dakar, Khalifa Sall appelle à voter pour Idrissa Seck, le 8 février, renforçant ce dernier dans la posture de principal opposant au président sortant
Le 11 février, à Tambacounda, des affrontements entre partisans de la majorité présidentielle et militants du Parti de l'unité et du rassemblement (PUR) font deux morts.

## Déroulement

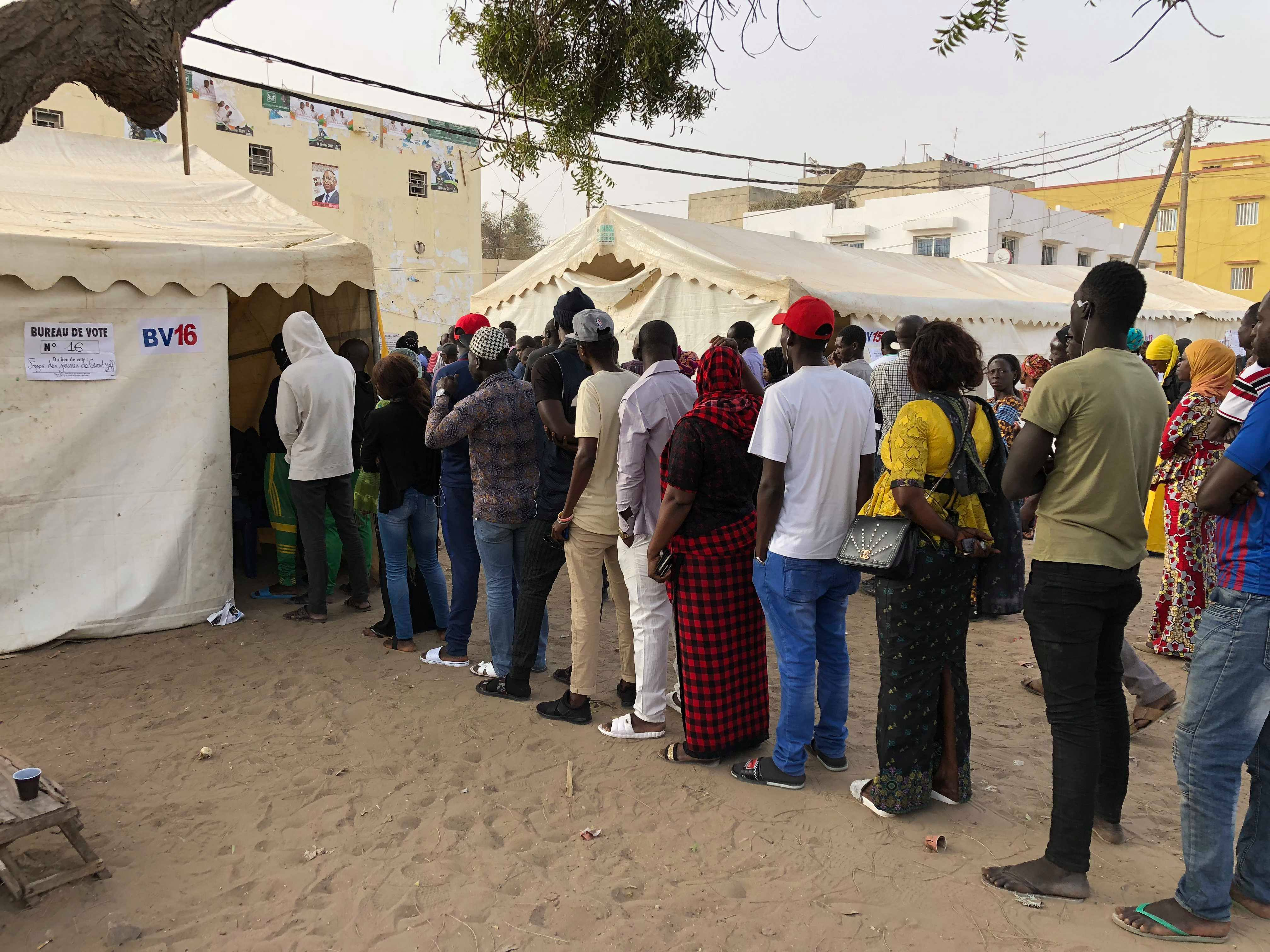
Sénégalais faisant la queue à l'extérieur d'un bureau de vote de Grand Yoff (Dakar) le 24 février 2019.

Le scrutin du premier tour se déroule le dimanche 24 février dans le calme. Sa bonne tenue est soulignée par les missions d'observation de l'Union européenne et de la CEDEAO.

### Annonce des résultats
Dans la soirée du 24 février, Issa Sall et Madické Niang reconnaissent rapidement leurs défaites respectives et apportent leurs soutiens à l'opposition dans l'éventualité d'un deuxième tour. Idrissa Seck et Ousmane Sonko organisent une conférence de presse commune où ils affirment l'« inévitabilité » d'un second tour. 
Peu après, le Premier ministre Mahammed Dionne annonce la réélection de Macky Sall dès le premier tour avec « au minimum 57 % des voix », et affirme que le président sortant est arrivé en tête dans treize des quatorze régions du pays. L'annonce a lieu alors que la commission électorale nationale (CENA) est encore en plein dépouillement, prévu pour durer jusqu'au mardi suivant, et n'a fait aucune annonce officielle quant aux résultats. L'annonce, jugée précipitée, cause l'incrédulité dans les réseaux sociaux, et des protestations de la part d'Ousmane Sonko et Idrissa Seck.
Les résultats officiels provisoires ont été annoncés le 28 février, indiquant une victoire de Macky Sall avec 58,3% des voix. Ils sont confirmés le 5 mars par le Conseil constitutionnel.

## Résultats
|                          | Macky Sall               | APR                      | 2 555 426 | 58,26 |  |  |
|                          | Idrissa Seck             | Rewmi                    | 899 556   | 20,51 |  |  |
|                          | Ousmane Sonko            | PASTEF                   | 687 523   | 15,67 |  |  |
|                          | Issa Sall                | PUR                      | 178 613   | 4,07  |  |  |
|                          | Madické Niang            | Indépendant              | 65 021    | 1,48  |  |  |
|                          |                          |                          |           |       |  |  |
| Votes valides            | Votes valides            | Votes valides            | 4 386 139 | 99,04 |  |  |
| Votes blancs et nuls     | Votes blancs et nuls     | Votes blancs et nuls     | 42 541    | 0,96  |  |  |
| Total                    | Total                    | Total                    | 4 428 680 | 100   |  |  |
| Abstention               | Abstention               | Abstention               | 2 254 363 | 33,73 |  |  |
| Inscrits / participation | Inscrits / participation | Inscrits / participation | 6 683 043 | 66,27 |  |  |